# Heidy Margrit Müller
Heidy Margrit Müller (* 10. Oktober 1952 in Baar) ist eine Schweizer Germanistin.

## Leben
Müller studierte Germanistik, Philosophie und Skandinavistik in Basel, Kopenhagen und Zürich und promovierte 1983 an der Universität Basel mit einer Arbeit über «Die Judendarstellung in der deutschsprachigen Erzählprosa (1945–1981)». Von 1984 bis 1991 war sie Lektorin für deutschsprachige Literatur an der Universität Gent, von 1991 bis 1996 Inhaberin einer Forschungsstelle des belgischen Nationaal Fonds voor Wetenschappelijk Onderzoek (NFWO).
Von 1992 bis 1996 war Müller als Privatdozentin an der Universität Basel tätig, wo sie 1996 zur Titularprofessorin ernannt wurde. Von 1996 bis 2012 war sie Professorin für deutschsprachige Literatur an der Vrije Universiteit Brussel.
Am 3. Februar 2015 wurde sie in der Österreichischen Botschaft in Bern mit dem Ehrenkreuz für Kunst und Wissenschaft I. Klasse der Republik Österreich ausgezeichnet.

## Werke (Auswahl)
- mit Anat Feinberg & K. Kolo: Das Ende des Babylonischen Exils: kulturgeschichtliche Epochenwende in der Literatur der letzten irakisch-jüdischen Autoren. Reichert, Wiesbaden 2011.
- als Hg., mit A. Kennedy: Migration, Minderheiten und kulturelle Vielfalt in der europäischen Jugendliteratur = Migration, minorities and multiculturalism in European youth literature. Peter Lang, Bern 2001.
- als Hg.: Dichterische Freiheit und pädagogische Utopie: Studien zur schweizerischen Jugendliteratur. Peter Lang, Bern 1998.
- als Hg.: Das erdichtete Ich – eine echte Erfindung: Studien zu autobiographischer Literatur von Schriftstellerinnen. Sauerländer, Aarau 1998.
- als Hg.: Klangkristalle, rubinene Lieder. Studien zur Lyrik Gertrud Kolmars. Peter Lang, Bern 1996.
- Mosaikbild einer Freundschaft. Ricarda Huchs Briefwechsel mit Elisabeth und Heinrich Wölfflin. Iudicium, München 1994.
- Töchter und Mütter in deutschsprachiger Erzählprosa von 1885 bis 1935. Iudicium, München 1992.